# Héronchelles
Héronchelles è un comune francese di 124 abitanti situato nel dipartimento della Senna Marittima nella regione della Normandia.

## Società

### Evoluzione demografica
Abitanti censiti